# Studentisches Brauchtum

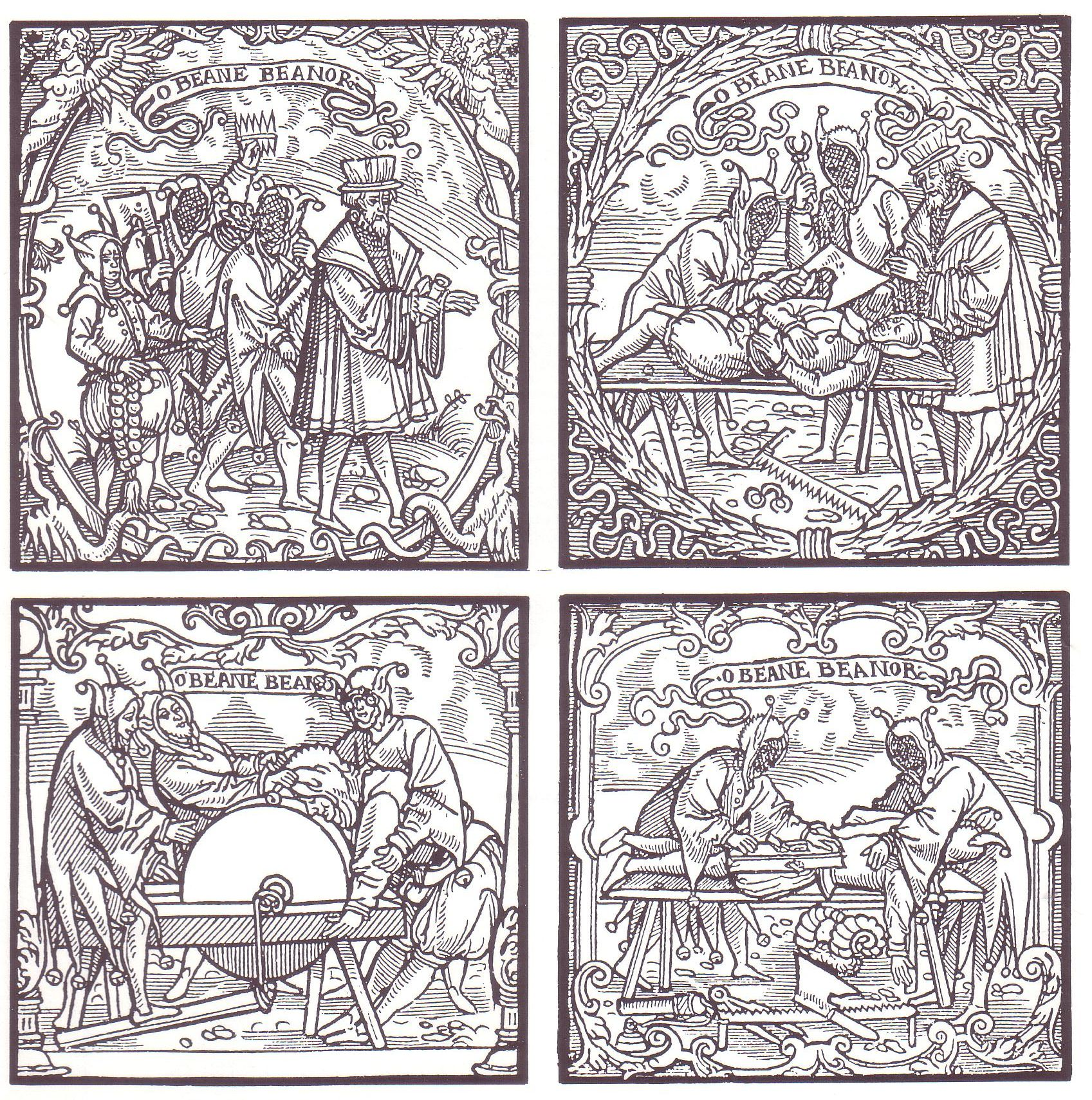
Studentische Deposition, 16. Jahrhundert

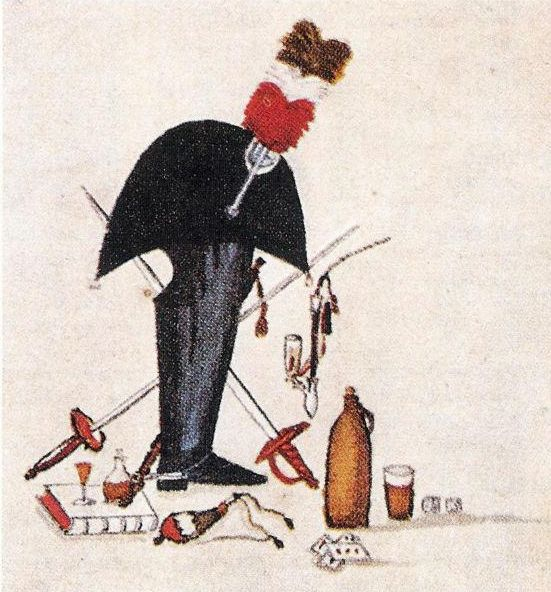
Landshuter Burschengarderobe um 1806 (Zeichnung in einem studentischen Stammbuch)

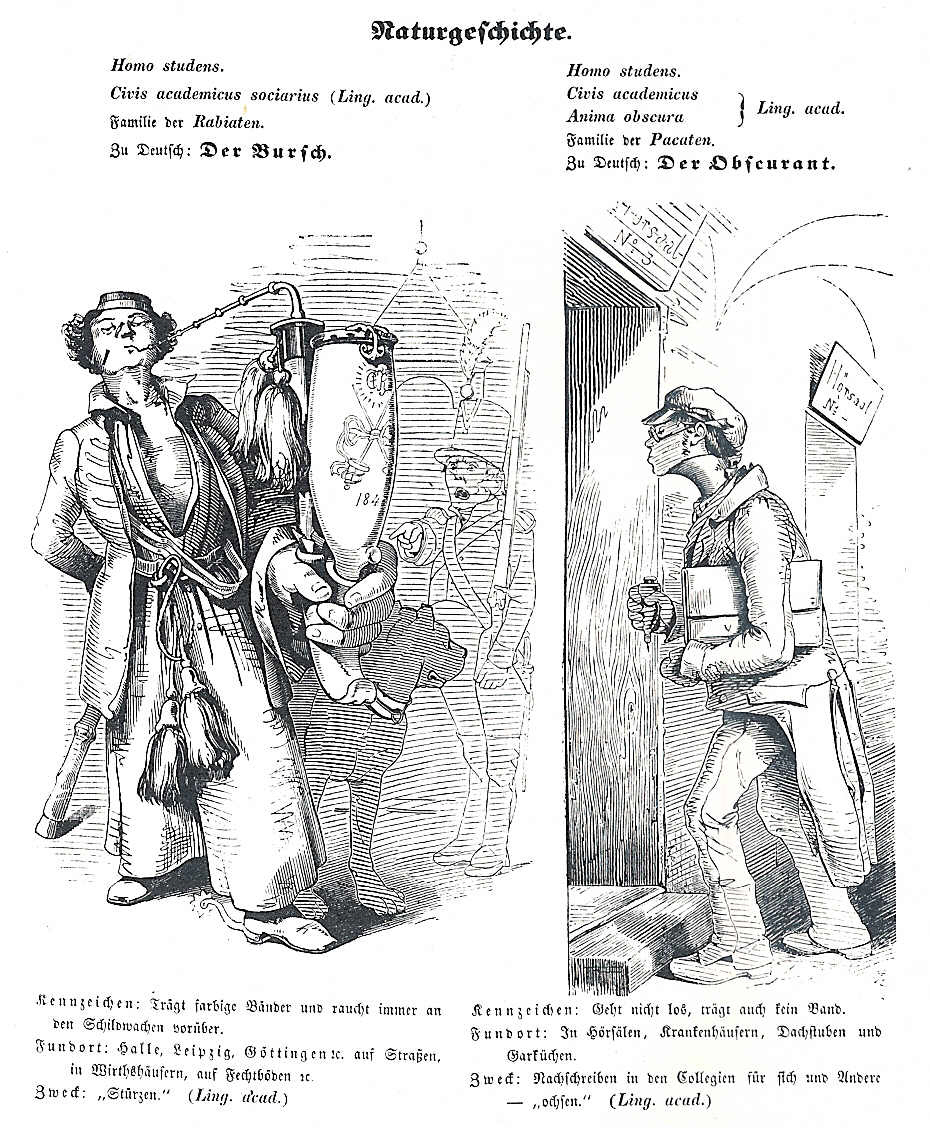
„Trägt farbige Bänder ….“ Zwei studentische Kulturen um 1845

Zum studentischen Brauchtum gehören diverse, teilweise seit dem Mittelalter existierende Bräuche, Rituale, Verhaltensmuster, Sitten, Zeremonien und Feste, die das Studentenleben prägten und in unterschiedlicher Ausprägung an den meisten Universitäten auch heute noch existieren.
Im deutschsprachigen Raum löste sich das studentenspezifische Brauchtum im Zuge der 1968er-Studentenbewegung weitgehend auf und öffnete sich der allgemeinen Jugendkultur. Besonders gepflegt wird es heute noch in traditionellen Studentenverbindungen. Das historische Brauchtum der Studenten wird von Studentenhistorikern erforscht und in Studentenmuseen dokumentiert.

## Im deutschsprachigen Raum

### Ausprägung
Seit dem Mittelalter bis tief in die 1960er Jahre (abgesehen von der Zeit des Nationalsozialismus) war das Leben der Studenten stark von demjenigen anderer junger Menschen ihrer Altersgruppe abgesondert. Da die Universität so umfassende studentenspezifische soziale Rollenangebote machte, hat der Soziologe Klaus Allerbeck das damalige „Student Sein“ als „totale Rolle“ charakterisiert, die sich erst in den 1970ern zu einer sozial differenzierten Rolle unter anderen entwickelte.
Entsprechend dieser totalen Rolle entwickelte sich ein entfaltetes spezifisch studentisches Brauchtum, das sich in zahlreichen besonderen Verhaltensweisen äußerte. Diese umfassten beispielsweise Zustimmungs- oder Ablehnungsformen wie Beifallklopfen, Scharren, Auszischen oder das Ausbringen von vivat bzw. pereat, Auszüge und Aufzüge, Komitat und Eingangsgeleit, Fackelzüge, Katzenmusik, Bierstaaten sowie die Pflege des gesellschaftlichen Lebens.
Dazu gehören auch spezielle studentische Kartenspiele wie etwa Quodlibet. Auch eine Studentensprache mit eigenen Anreden (Herr Kommilitone) gehörte dazu. Ebenso waren Studentenlieder und das studentische Fechten lange Zeit wichtige Elemente des studentischen Brauchtums in Mitteleuropa.
Zum Studentenleben und seinen Bräuchen gehörten ebenso Studentengefängnisse (Karzer) wegen der eigenen Gerichtsbarkeit der Universitäten, Leichenbegängnisse für Professoren und Studenten, Studierendengemeinden, Studentensport, Studentenheime, studentische Mensen, Studentenzeitungen (Studentenkurier), Studententheater, -orchester (Collegium Musicum Instrumentale), -chöre (Collegicum Musicum Vocale) und -kabaretts.

### Geschichte
Im frühen 15. Jahrhundert wurde der bereits in Paris und Bologna bekannte Brauch der Deposition auch in Deutschland eingeführt. Diese war ein traditionelles, eher halboffizielles Initiationsritual für Studenten, der sich bis ins 18. Jahrhundert hielt. Das Ritual ging der Immatrikulation an einer Universität voraus und beinhaltete das Ablegen der Hörner vor Eintritt ins Studium.
Im 16. und 17. Jahrhundert war das Leben der Studenten vom Brauch des Pennalismus geprägt, einem Dienstverhältnis zwischen jüngeren und älteren Studenten in den studentischen Landsmannschaften.
Mit der zunehmenden Ausprägung eines studentischen Standesbegriffs im Heiligen Römischen Reich der Frühen Neuzeit, der seinen Ausdruck auch im Führen eines Degens fand, entwickelte sich ein studentisches Duellwesen, aus dem im 19. Jahrhundert schließlich die heutige Mensur hervorging.

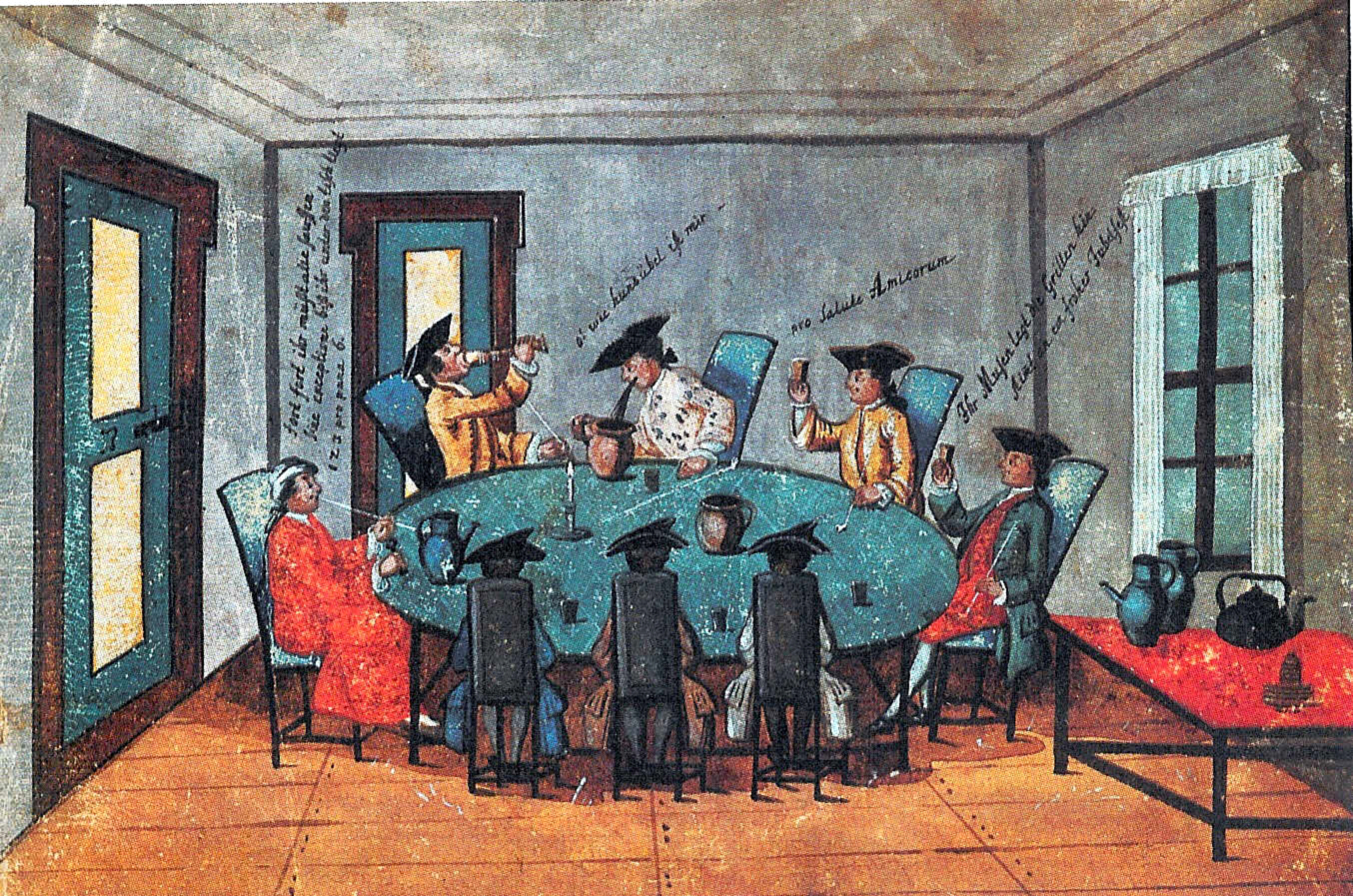
Hospitium in Jena, Stammbuchmalerei um 1750: Der Gastgeber (links im Hausmantel mit Hausschlüssel) lässt seine Gäste trinken, „biß ihr unter dem tisch liegt“.

Eine im 18. Jahrhundert an deutschen Universitäten üblicher studentischer Brauch war das Hospitium, bei dem ein Student als Gastgeber fungierte und seine Kommilitonen trinken lassen konnte.
Im 18. Jahrhundert entstand auch der Brauch des Landesvaterstechens, bei dem Studenten – ursprünglich zu Ehren ihres Landesfürsten – gemeinsam ihre Mützen mit der Klinge eines Degens (oder später eines Schlägers) durchbohren.
Insbesondere im 19. Jahrhundert prägten Studentenverbindungen mit den ihnen eigenen Insignien wie Wappen und Zirkeln, dem öffentlichen Auftreten in Mütze und Band und besonderen Feiern wie den Kneipen und Stiftungsfesten das studentische Leben. Noch aus vorindustrieller Zeit stammte die soziale Schichtung vom Fuchs als „Einsteiger“, Burschen als „voll aktives“ Mitglied und Altem Herrn als „Ehemaliger“, der auch die Burse (daher Börse) finanziell unterstützte.

### Einzelne Bräuche und Rituale

#### Allgemein

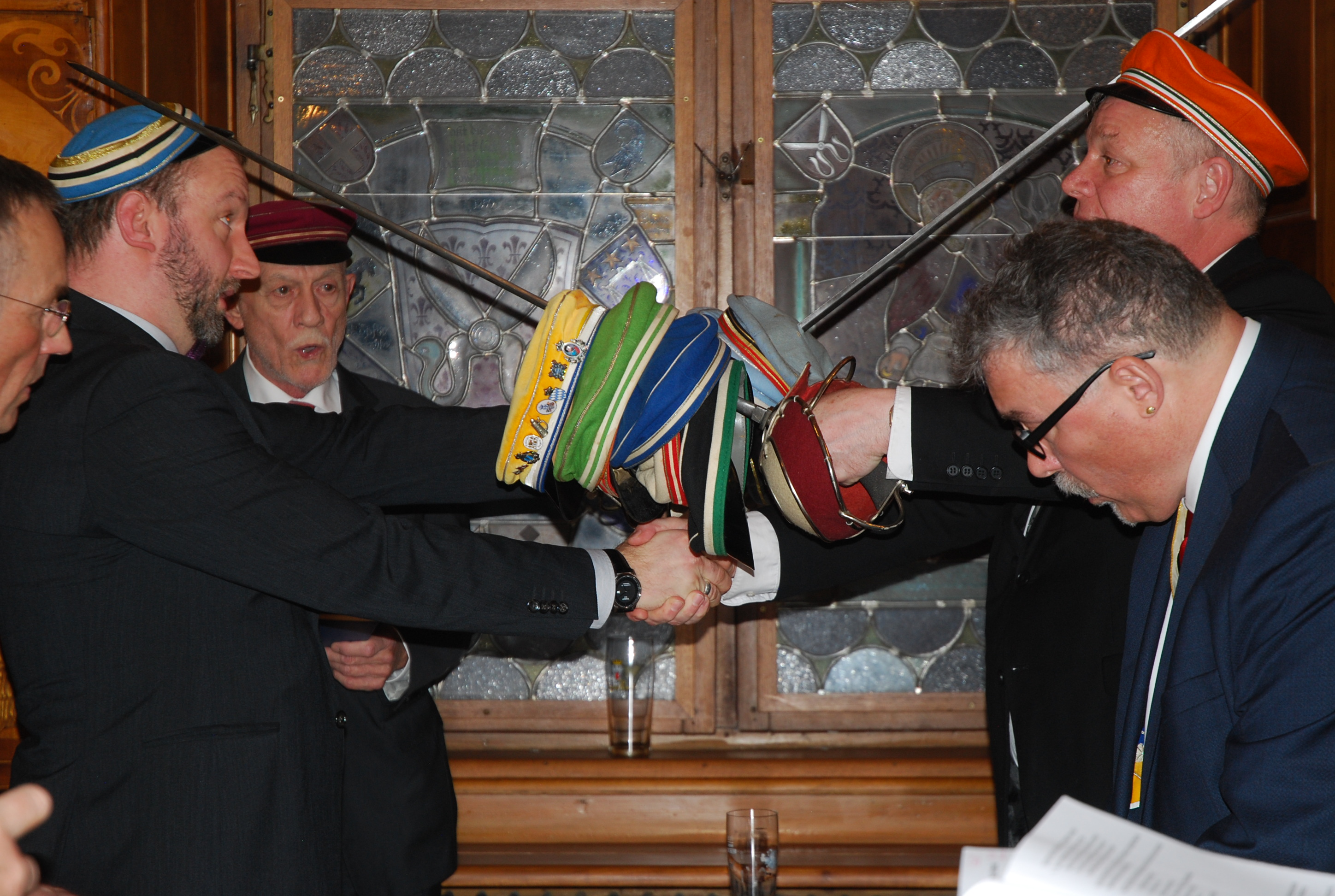
Landesvater in Basel (2020)

Das Comitat war ein studentischer Brauch, mit dem anerkannte Waffenstudenten (und Professoren) aus ihrer Hochschulstadt verabschiedet wurden. Er endete mit dem Aufkommen der Eisenbahn Ende der 1850er Jahre.
Die Erinnerungsfeste westfälischer Musensöhne waren Treffen von westfälischen Akademikern ähnlich dem Wartburgfest und Hambacher Fest, nur nicht so radikal und epochemachend wie diese, sondern eher mit einem schöngeistigen Charakter.
Der feierliche Landesvater ist ein seit dem 18. Jahrhundert gepflegter studentischer Brauch, bei dem Studentenmützen mit der Klinge eines Degens oder Schlägers durchbohrt werden.
Akademische Leichenbegängnisse waren Trauerzüge zur Ehrung verstorbener Professoren und Studenten. Der Brauch stammt aus dem 13. Jahrhundert und hielt sich an deutschen Universitäten vereinzelt bis in die Zeit der Weimarer Republik.

#### Esslingen

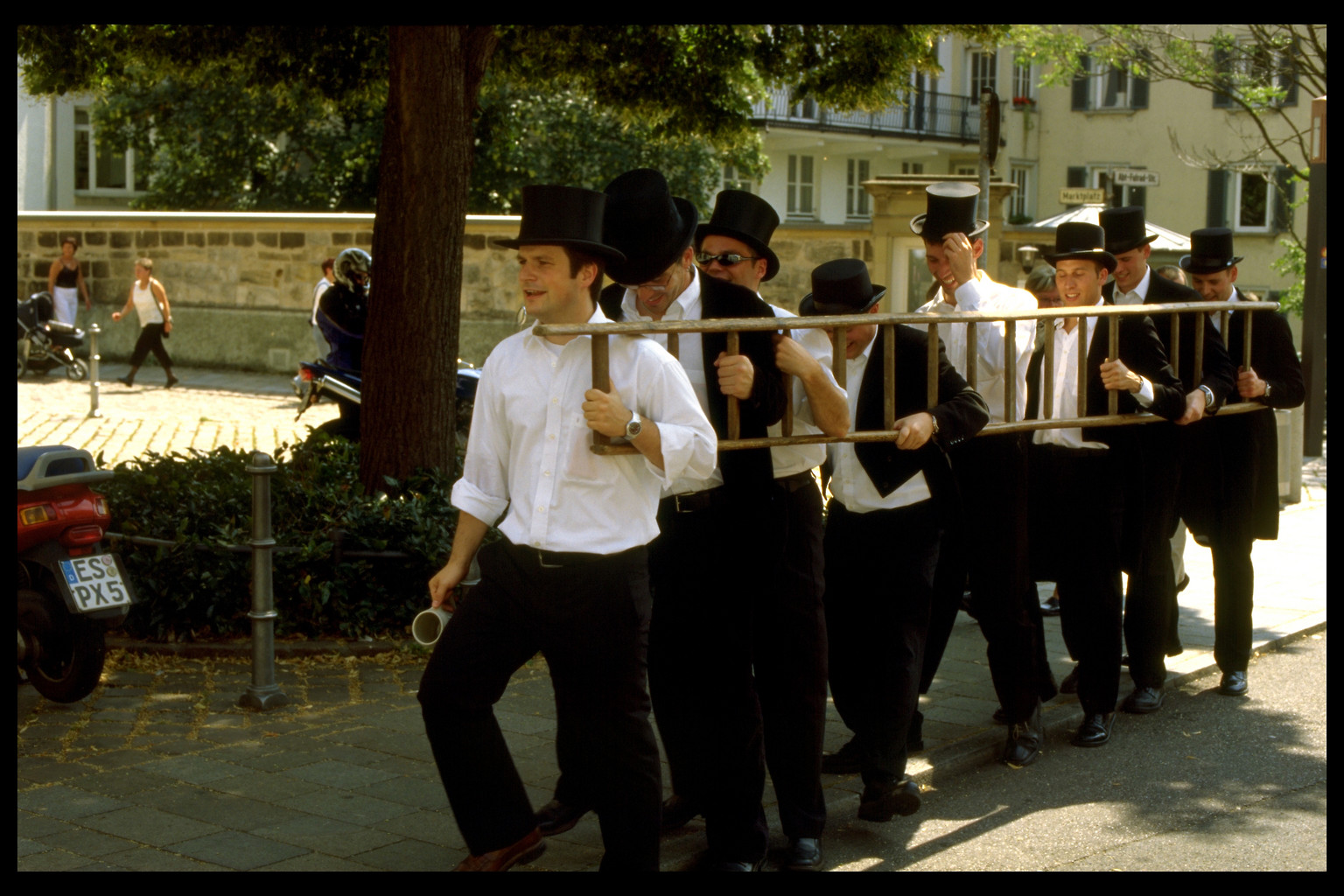
Kandelmarsch 2004

Der Kandelmarsch ist eine hundertjährige Tradition an der Hochschule Esslingen, die hauptsächlich von den Studentenverbindungen Esslingens organisiert wird. Als „Kandel“ bezeichnet man im Schwäbischen den Bereich zwischen Bordstein und Straße, den Rinnstein.

#### Göttingen
Der Bullerjahn war eine Studententradition in Göttingen, die nach dem Göttinger Musiker Rudolf Bullerjahn benannt wurde. Der Bullerjahn fand von etwa 1900 bis Anfang der 1970er Jahre jede Woche im Göttinger Ratskeller statt. Die Veranstaltung war weit über Göttingen hinaus bekannt und stellte eine große touristische Attraktion dar.
Der Weender Bummel war ein regionaler studentischer Brauch, der im 19. Jahrhundert in Göttingen entstand und bis in die frühen 1930er Jahre hinein lebte.

#### Leipzig

Wiwi-Elferrat beim Wiwi-Fasching 2006 in seiner typischen Kleidung

Zum Leipziger Studentenfasching gehören eine Reihe von Faschingsveranstaltungen in Leipzig, die ausschließlich von Studenten organisiert werden. Sie unterscheiden sich in vielerlei Hinsicht von bekannten, vor allem westdeutschen Sitzungs- und anderen Karnevalsveranstaltungen, insbesondere in der Entstehung und bei Gebräuchen.

#### Leoben
Der Ledersprung ist in Österreich eine Aufnahmezeremonie oder Ehrung für Angehörige und Freunde des Montanwesens. Er ist heute ein fixer ritueller Bestandteil des Studiums an der Montanuniversität Leoben und steht in der Tradition der dortigen Studentenverbindungen. Der Ritus des Ledersprunges soll das Zusammengehörigkeitsgefühl unter sämtlichen im Berg- und Hüttenwesen Beschäftigten zum Ausdruck bringen und stärken.

#### Marburg

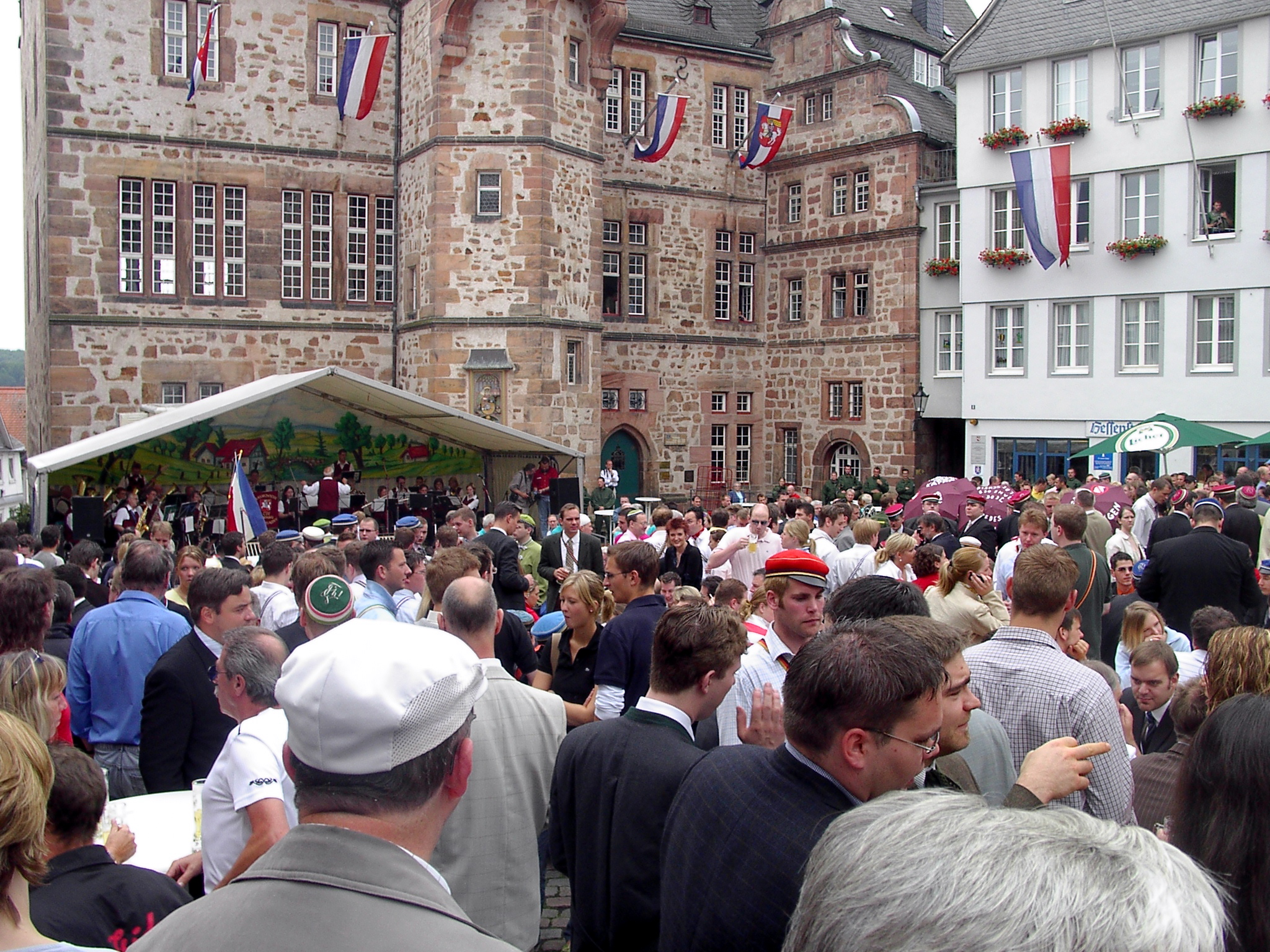
Marktfrühschoppen 2005: Blick auf die Festbühne vor dem Rathaus

Der Marktfrühschoppen in Marburg war eine jährlich am ersten Sonntag im Juli stattfindende Veranstaltung auf dem Marburger Marktplatz, die in erster Linie von Studentenverbindungen getragen wurde. Es wurde von den Veranstaltern als das „kürzeste Volksfest Deutschlands“ bezeichnet.

#### Rostock

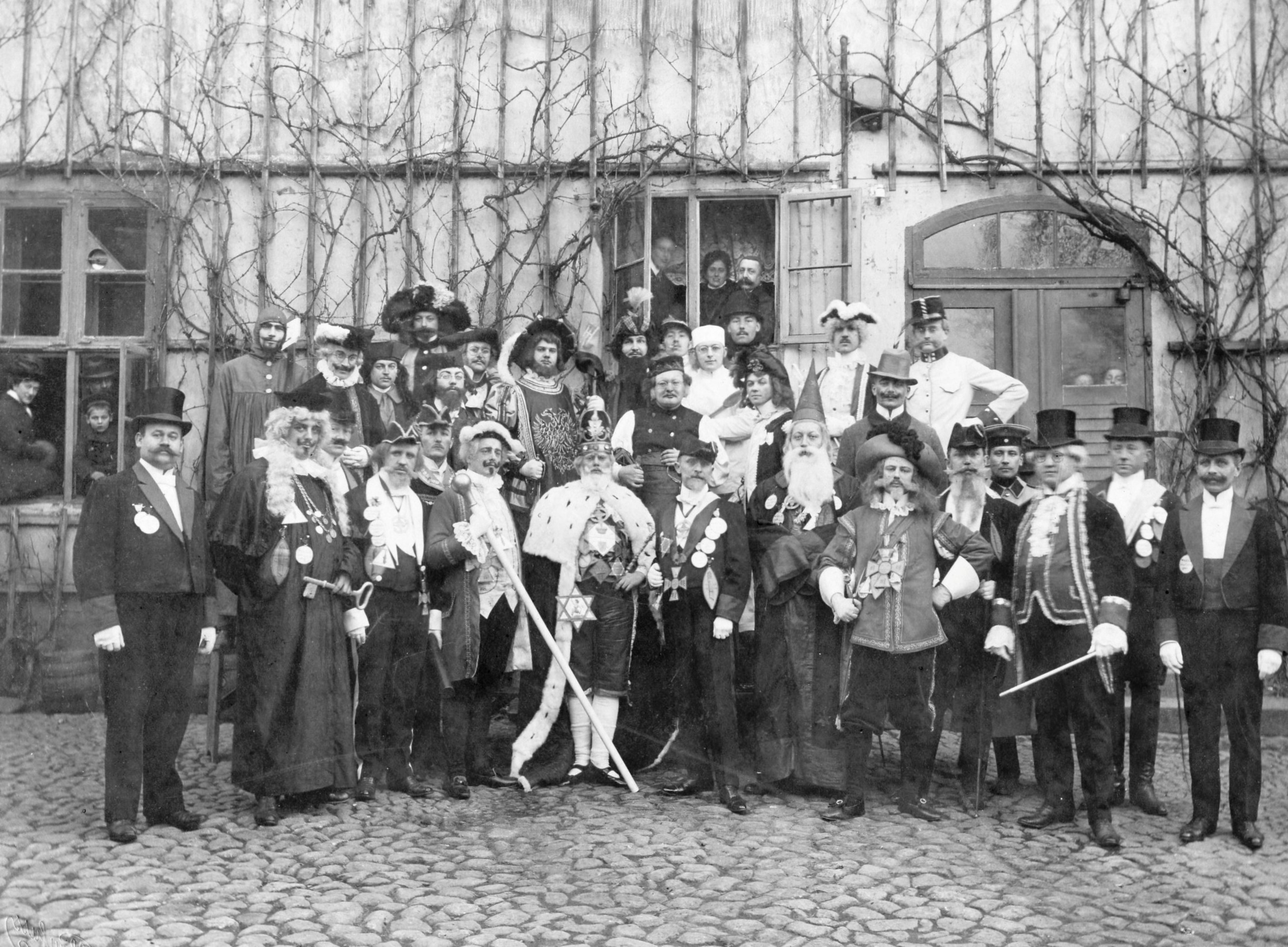
Kaiser von Bützow, mit „Hosenbandorden“ (1909)

Der Bützower Hoftag war ein Fastnachtsspiel von Studenten der Universität Rostock. In Bützow verulkte es wilhelminisches Gepränge.

#### Tübingen

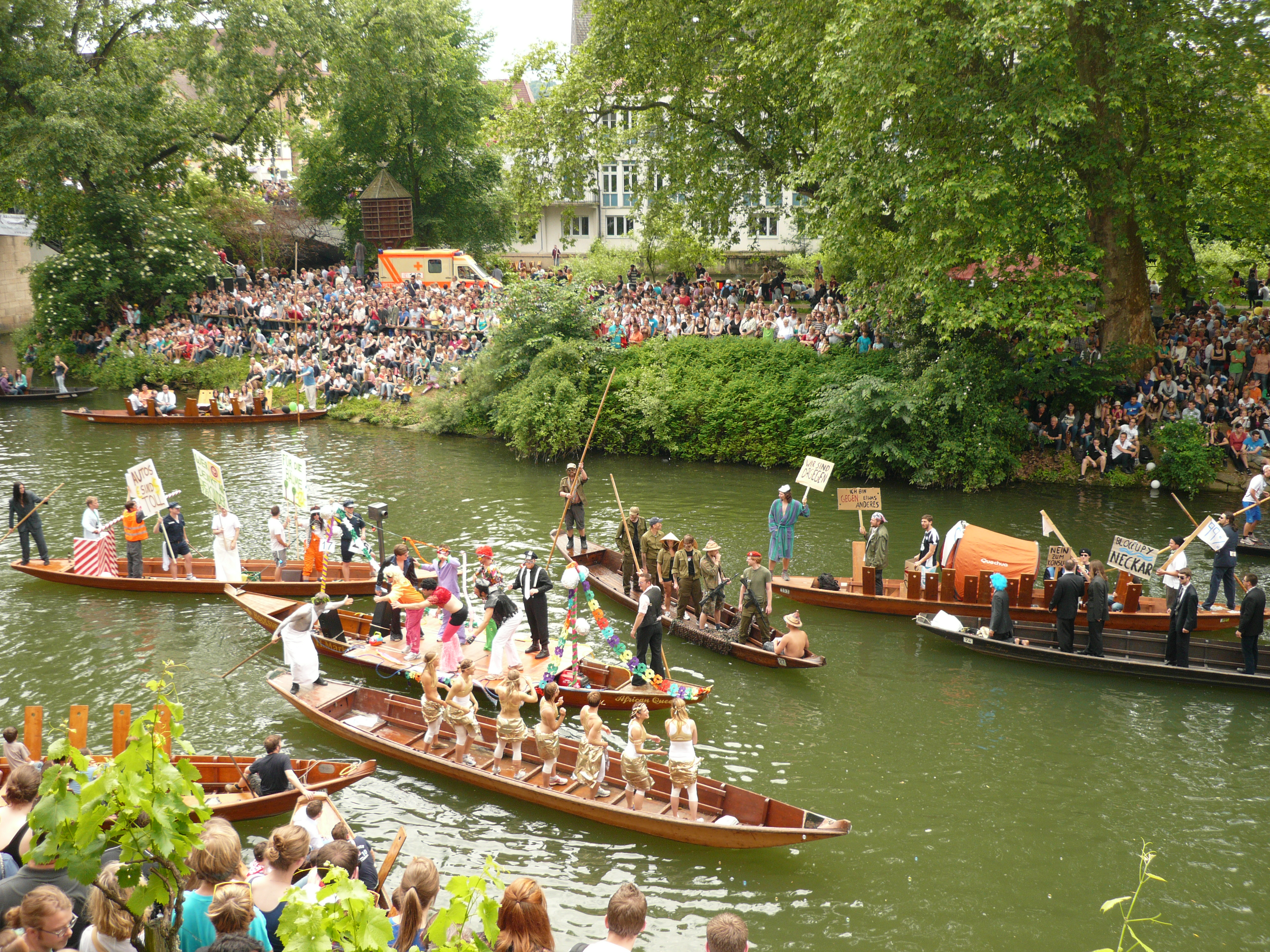
Kostümparade vor dem Rennen (2012)

Das Tübinger Stocherkahnrennen ist ein traditionelles Bootsrennen studentischen Ursprungs auf dem Neckar. Als solches handelt es sich um ein lokal bedeutendes und überregional bekanntes touristisches Ereignis.

#### Wien
Der Wiener Akademikerball ist ein seit 2013 jährlich stattfindender Ball in der Wiener Ballsaison, der von der Freiheitlichen Partei Österreichs (FPÖ), Landesgruppe Wien, organisiert wird. Er gilt als Nachfolger des Wiener Korporations-Balls, der von 1952 bis 2012 jährlich von farbentragenden und mehrheitlich schlagenden Hochschulkorporationen ausgerichtet wurde.
Die Rudolfina-Redoute ist ein nach den stilistischen Vorbildern der Wiener Ballkultur ausgerichteter Maskenball in Wien. Sie findet traditionell am Faschingsmontag während der Wiener Ballsaison in der Wiener Hofburg statt und wird von der KÖStV Rudolfina Wien ausgerichtet. Die Redoute ist der größte Maskenball Wiens.

#### Zürich
Die Frackwoche ist ein alljährlich durchgeführter Anlass der Absolventen des ehemaligen Technikum Winterthur, das heute als eigenes Departement der Zürcher Hochschule für Angewandte Wissenschaften geführt wird. Im Rahmen dieses Anlassens lassen sich alle (männlichen) Absolventen während 100 Tagen einen Bart wachsen und kleiden sich in der Woche vor der Diplomübergabe ausschließlich im Frack.

## Im restlichen Europa

### Belgien
Ähnliche Rituale, wie die Bizutage, sind in vielen anderen Ländern unter verschiedenen Bezeichnungen verbreitet, so in Belgien Baptême.

### England

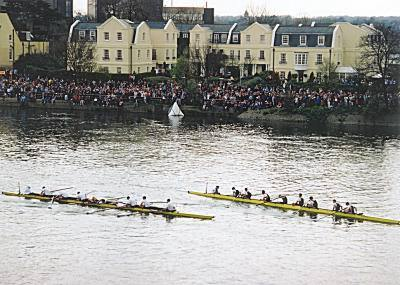
Im Ziel nach dem Boat Race 2002

Das Boat Race ist eine jährlich auf der Themse in London ausgetragene Ruderregatta zwischen den beiden renommierten englischen Universitäten Oxford und Cambridge.

### Frankreich
Unter Bizutage versteht man in Frankreich und den frankophonen Ländern lokal unterschiedlich ausgestaltete Initiationsriten im Ober- und Hochschulmilieu, die bis in die Gegenwart häufig die Grenzen zu Misshandlung, Demütigung, sexuellen Übergriffen oder mitunter Schutzgelderpressung überschritten haben.

### Italien
Ähnliche Rituale, wie die Bizutage, sind in vielen anderen Ländern unter verschiedenen Bezeichnungen verbreitet, so in Italien nonnismo.

### Niederlande
Ähnliche Rituale, wie die Bizutage, sind in vielen anderen Ländern unter verschiedenen Bezeichnungen verbreitet, so in den Niederlanden ontgroening.

### Polen

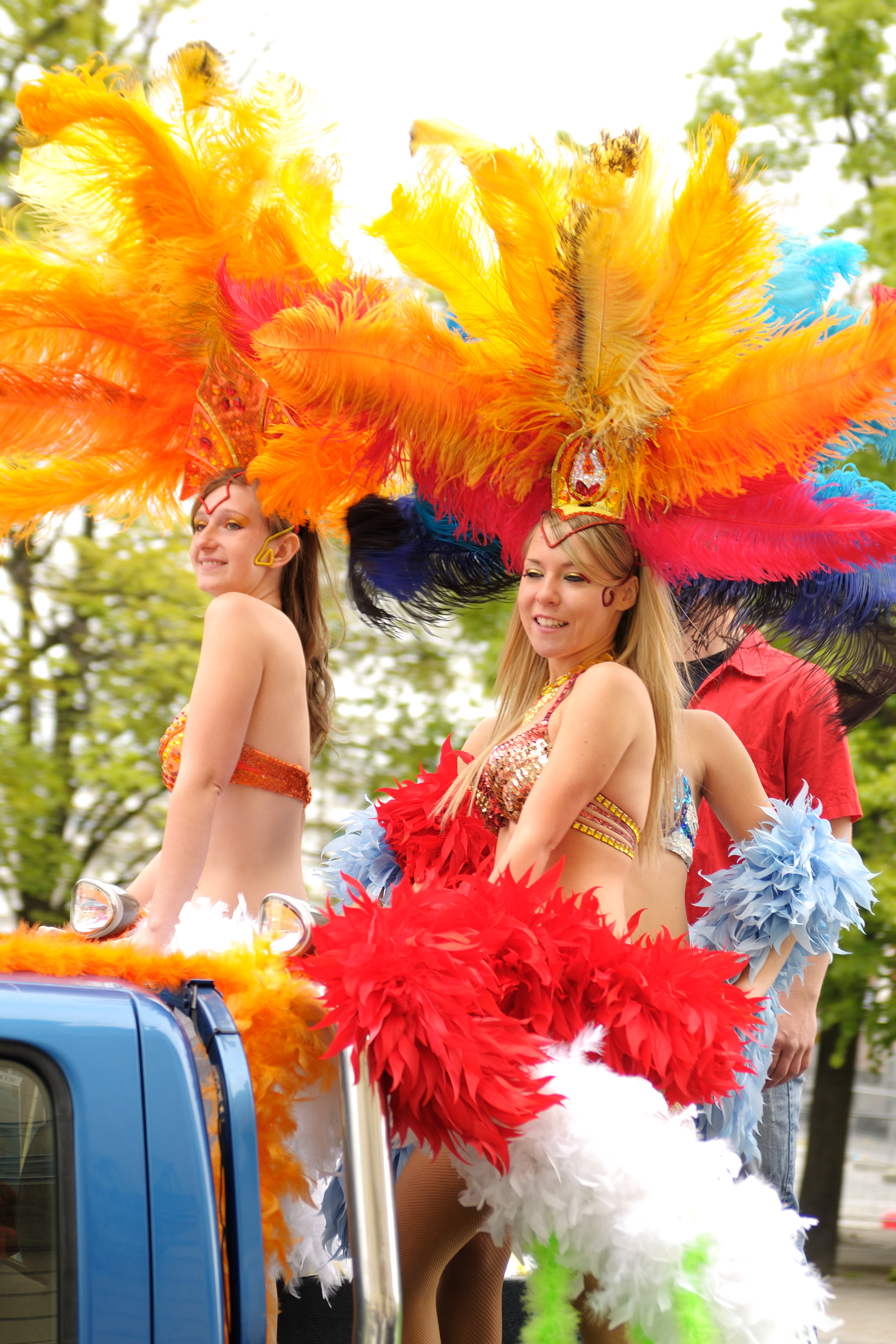
Juwenalia in Warschau, 2009

Ähnliche Rituale, wie die Bizutage, sind in vielen anderen Ländern unter verschiedenen Bezeichnungen verbreitet, so in Polen fala.
Die Juwenalia sind ein polnischer studentischer Brauch im Mai vor den Abschlussprüfungen ein dreitägiges Fest zu veranstalten.

### Portugal
Die Praxe ist ein Aufnahmeritual für die Erstsemesterstudenten an den Universitäten in Portugal. Während des Zeitraumes dieser werden die Erstsemester von den höheren Semestern schikaniert und häufig entwürdigende Tätigkeiten verlangt.
Repúblicas sind Organisationen in Portugal und Brasilien, die Wohnmöglichkeiten für Universitätsstudenten in Selbstverwaltung bereitstellen.
Tunas sind Vereinigungen von Studenten, wessen Mitglieder, die Tunos, zu festlichen Anlässen traditionelle, weitgehend schwarze Kleidung tragen und, auf Gitarre und Bandola begleitet, Lieder darbringen.

### Schweden
Lundakarnevalen ist die umgangssprachliche Bezeichnung für den Karneval, den die Studenten der Universität im schwedischen Lund alle vier Jahre durchführen.

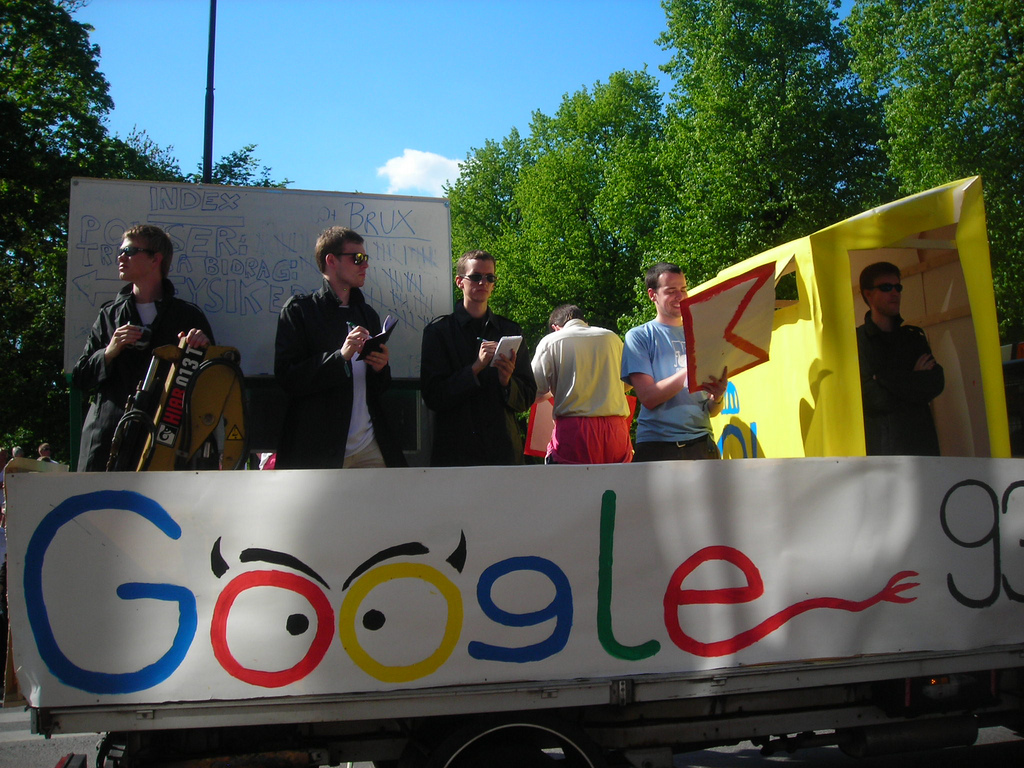
Motivwagen zu Google im Umzug 2008

Quarnevalen ist ein traditionsreicher Umzug durch Stockholm, der seit 1910 veranstaltet wird. Er findet heute alle drei Jahre im Mai statt und versteht sich als Mischung einer schwedischen Parodie des Karnevals in Rio und Studentenulk, bei dem aber auch ernsthafte Themen angesprochen werden, wie etwa im Jahre 2005 die Schwedische U-Boot-Affäre.

### Spanien
Auch in Spanien gibt es die Tunas.

### Tschechien

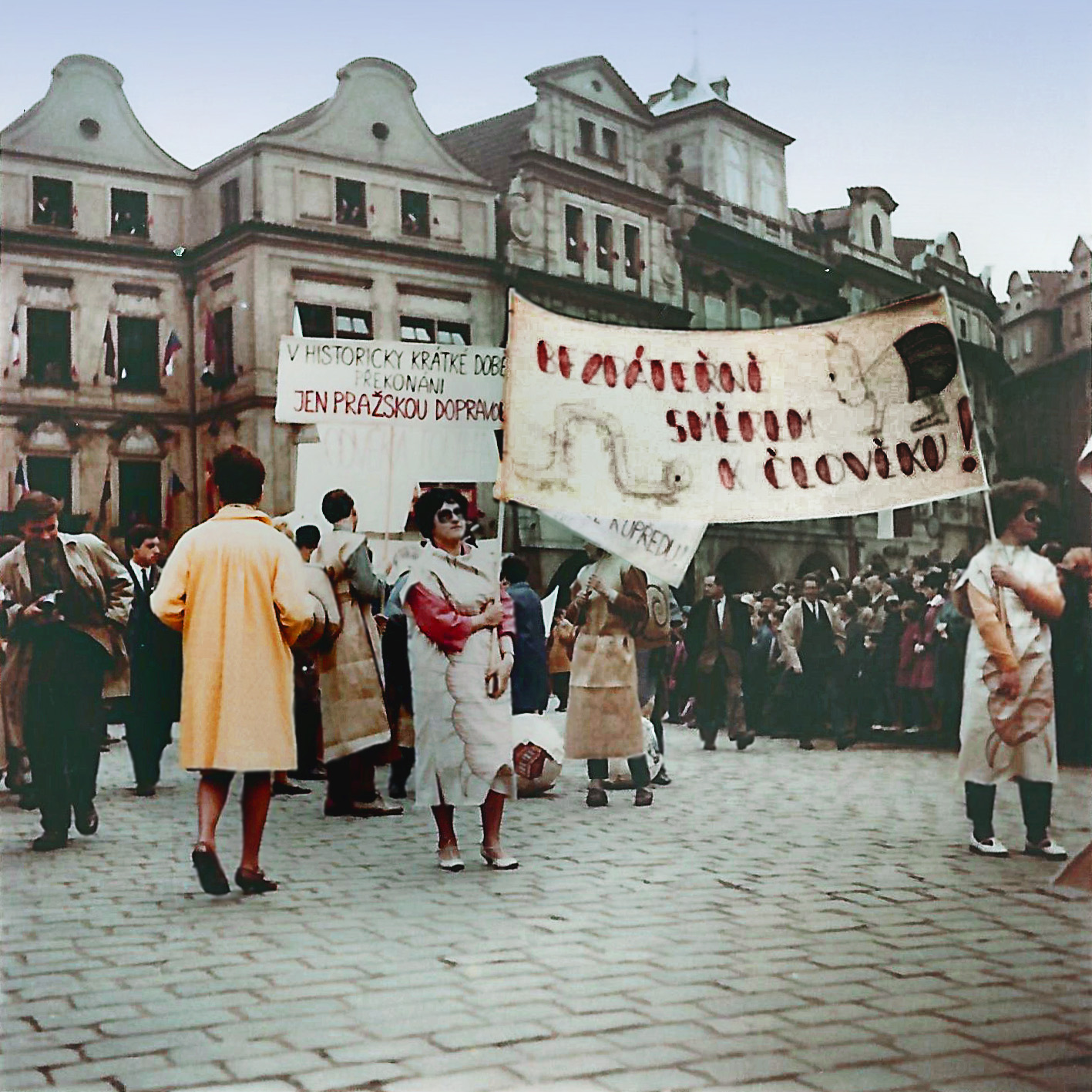
Majáles-Zug 1965 in Prag

Majáles ist in Tschechien ein traditionsreiches Studentenfest, das im Mai gefeiert wird. In der Vergangenheit trug es häufig deutliche Zeichen des Aufbegehrens der Obrigkeit gegenüber. Das Fest wie auch die Umzüge fanden in der Regel in mehreren Städten statt.

## In Amerika

### Brasilien
Ähnliche Rituale, wie die Bizutage, sind in vielen anderen Ländern unter verschiedenen Bezeichnungen verbreitet, so in den Brasilien trote. Auch in Brasilien gibt es die Tunas und die Repúblicas.

### Restliches Lateinamerika

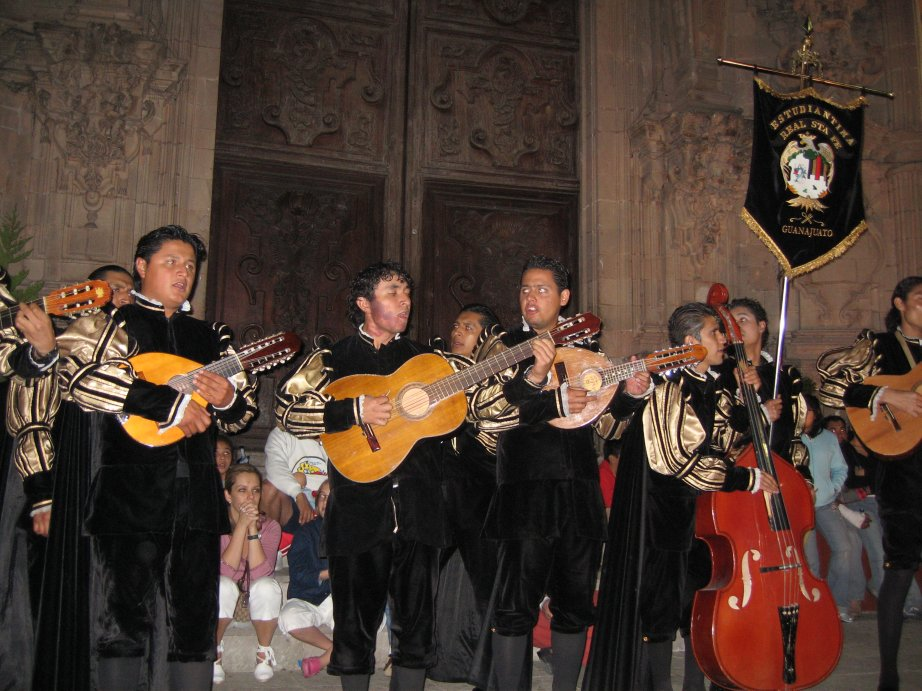
Eine Gruppe von Estudiantinas in Guanajuato, Mexiko

Auch im restlichen Lateinamerika gibt es die Tunas.

### USA
Ähnliche Rituale, wie die Bizutage, sind in vielen anderen Ländern unter verschiedenen Bezeichnungen verbreitet, so in den USA hazing.

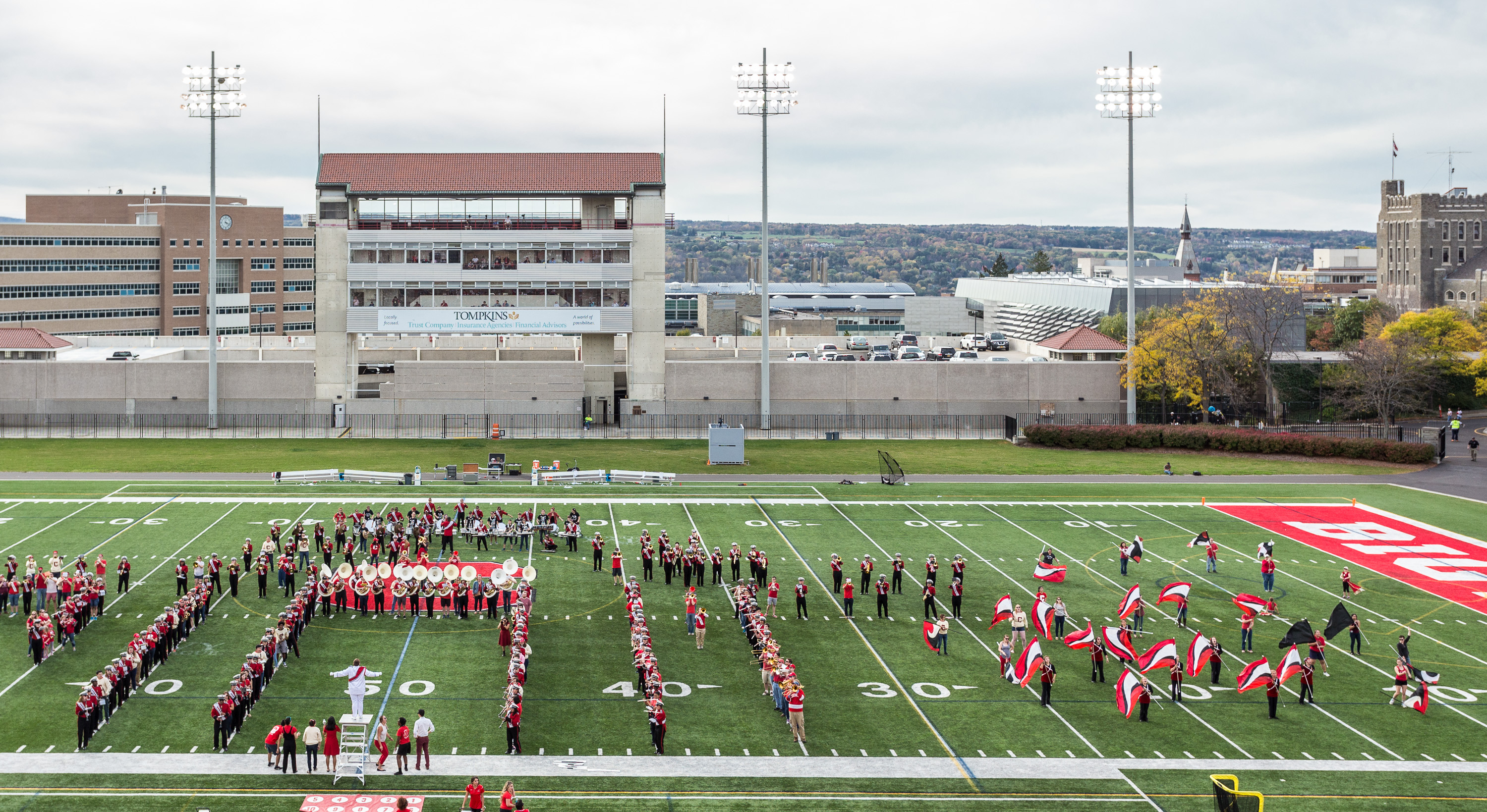
Homecoming in der Cornell-Universität

Homecoming ist eine jährliche Tradition an einigen Universitäten, High Schools und Colleges in den USA.

## Fakultätsspezifisches

### Medizinische Fakultät

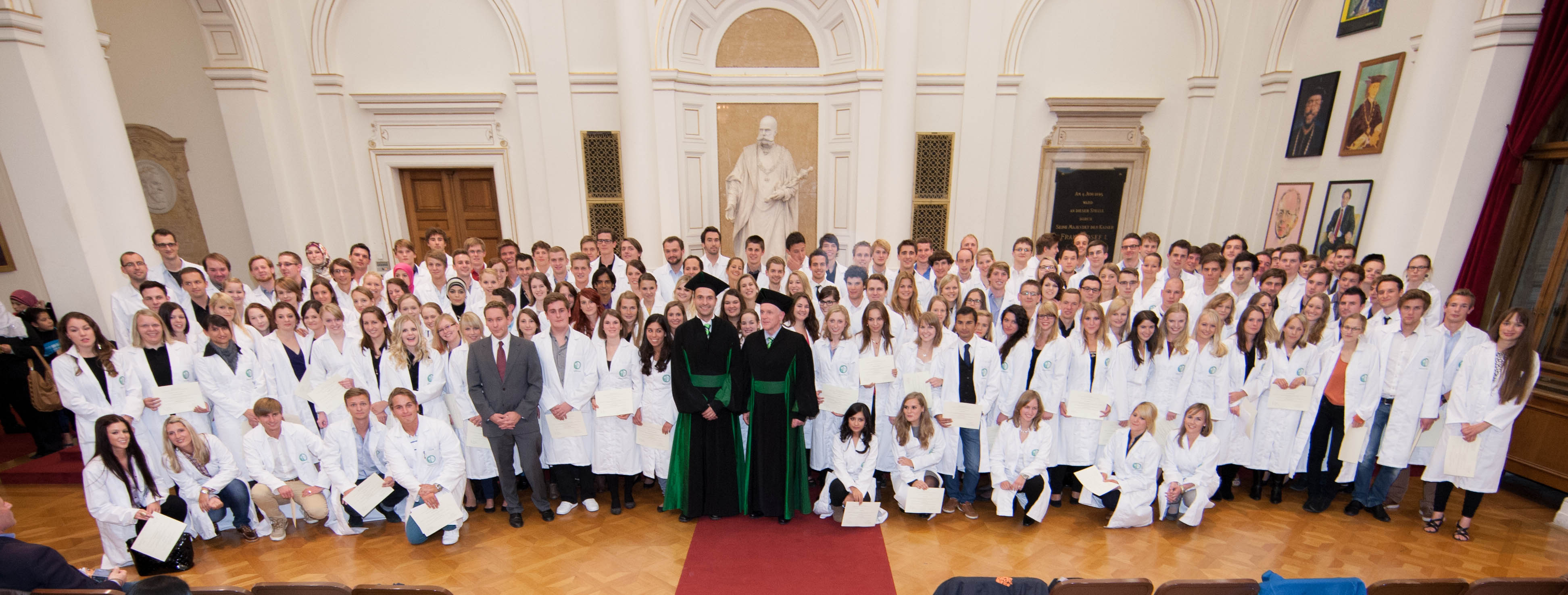
White Coat Ceremony in Graz 2012

Eine White Coat Ceremony (WCC) ist ein verhältnismäßig neues Ritual vor allem in medizinischen Studien auf der ganzen Welt. Typischerweise tragen die Studierenden während oder nach der Festveranstaltung einen Kittel, der als Symbol Namensgeber wurde. Die erste White Coat Ceremony weltweit fand an der Universität von Chicago 1989 statt die erste in ihrer heutigen Form jedoch am Columbia University College of Physicians and Surgeons.
Während über 100 Medical Schools in den USA White Coat Ceremonies durchführen, werden sie in Europa erst seit wenigen Jahren abgehalten. Im Deutschland hielt die Fachschaft der Universität Köln am 13. Oktober 2010 ab. Die erste White Coat Ceremony in Österreich fand am 8. Oktober 2012 an der Medizinischen Universität Graz statt.